# Federace proletářské tělovýchovy
Federace proletářské tělovýchovy (známá pod zkratkou FPT) byla levicově orientovaná tělovýchovná organizace existující v Československu v letech 1926 až 1938. Vznikla sloučením Federace dělnických tělocvičných jednot (FDTJ) s dalšími levicovými tělovýchovnými a sportovními spolky a zanikla s rozpuštěním KSČ po podpisu Mnichovské dohody.

## Historie
Levicově orientovaná Federace dělnických tělocvičných jednot vzniklá vyčlenění z SDTJ v roce 1921 se od samého vzniku prohlašovala za přímou složku KSČ. Od svých počátků vystupovala otevřeně proti parlamentní demokracii a československé orgány proto cíleně ochromovaly její činnost. Spolek hlásící se rovněž jako člen k Rudé sportovní internacionále sídlící v Moskvě dbal usnesení jejího kongresu z roku 1924, ve kterém RSI nabádala ke spojení levicově orientovaných sportovních spolků. Na čtvrtém sjezdu Federace dělnických tělovýchovných jednot konaném od 25. do 26. prosince 1926 v Praze proto došlo k ustanovení Federace proletářské tělovýchovy, kam se vedle FDTJ sloučily i komunistické spolky turistů, Spartakovi skauti práce, Rudé hvězdy, Klub dělnických tenistů či Svaz dělnických cyklistů. Prvním předsedou FPT se stal Antonín Trousil, který předtím působil jako předseda federální rady FDTJ.

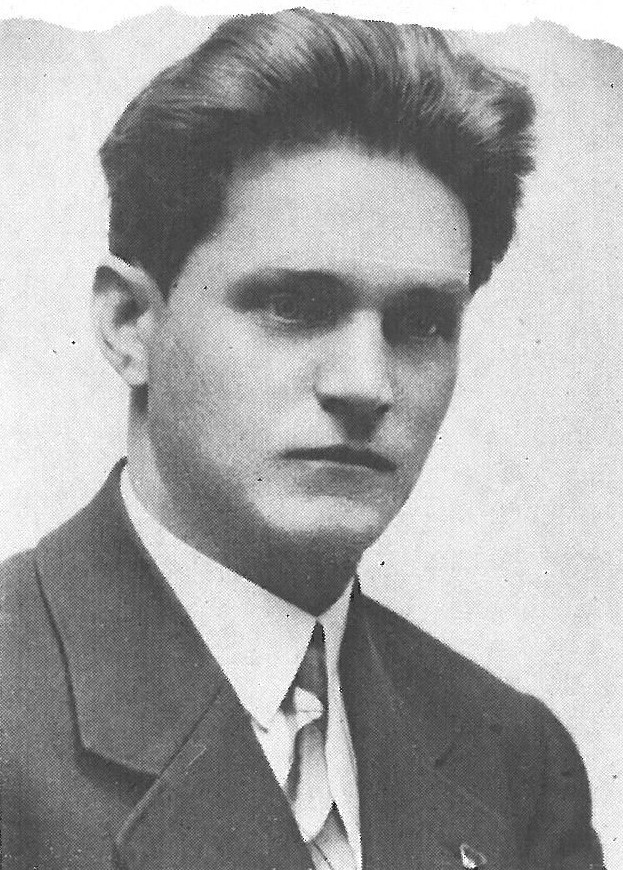
Předseda FPT Karel Aksamit

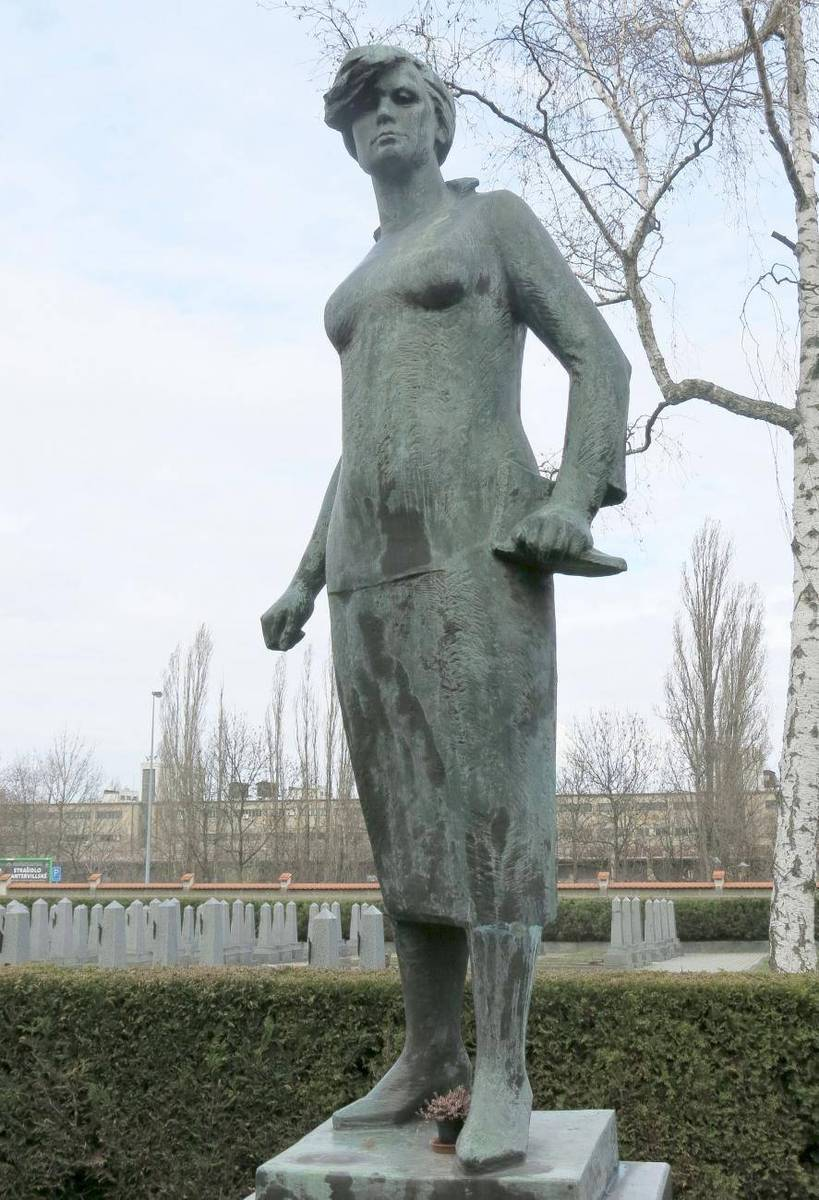
Pomník Jožky Jabůrkové

V roce 1928 se FPT pokusila zorganizovat v Praze II. spartakiádu, což však úřady nepovolily. Do roku 1937 měla navíc v krajně levicovém spolku zakázáno cvičit školní mládež. 
V roce 1936 zorganizovala FPT společně s SDTJ v Praze jako protestní akci proti berlínské olympiádě mezinárodní Lidové hry za účasti protifašisticky orientovaných sportovců. Na pozici předsedy FPT tehdy Antonína Trousila vystřídal Karel Aksamit. Jako Ústřední tajemníci Federace proletářské tělovýchovy za první republiky působili Vilém Mucha a po něm Emil Hršel a ve spolku se angažovala i komunistická novinářka a politička Jožka Jabůrková. Po ustavujícím pražském sjezdu zorganizovala FPT do roku 1938 ještě dalších pět celorepublikových sjezdů. FPT do roku 1929 vydávala časopis Dělnická tělovýchova, v letech 1930 až 1932 pak časopis Stadion a do roku 1938 časopis Štafeta. Členská základna FPT se kvůli špatným materiálním podmínkám, státním sankcím a radikálně levicové orientaci spolku snižovala od konce 20. let. Ve 30. letech pak poklesla na zhruba 20 až 30 tisíc členů. FPT byla společně s KSČ rozpuštěna po Mnichovské dohodě na podzim roku 1938.
Po válce již Federace proletářské tělovýchovy samostatnou činnost neobnovila, přičemž zástupci FTP se v květnu 1945 podíleli na založení Ústředního národního tělovýchovného výboru, jež připravoval splynutí všech tělovýchovných organizací v Československu pod hlavičkou Sokola.